# Черкащенко, Зиновий Васильевич
Зиновий Васильевич Черкащенко — советский хозяйственный, государственный и политический деятель.

## Биография
Родился в 1930 году в селе Михайловка. Член КПСС.
С 1943 года — на хозяйственной, общественной и политической работе. В 1943—1993 гг. — штурвальный на прицепном комбайне, агроном, главный агроном, председатель колхоза «Победа», главный агроном, начальник Тюпского управления сельского хозяйства, председатель колхоза «Победа» села Михайловка Тюпского района Киргизской ССР
Избирался депутатом Верховного Совета Киргизской ССР 12-го созыва (1990—1995).
Умер после 1993 года.